# 新村あかり
新村 あかり（にいむら あかり、1994年7月7日 - ）は、日本のAV女優。ボディコーポレーション所属。B型。

## 略歴
京都府出身。2016年9月にAVデビュー。のちには、オラオラ系の痴女がはまり役となるが、黒髪清楚キャラでのデビューであった。2作目の撮影で無理が生じている、しんどいと感じるようになり、M系ハードプレイで仕事を増やす。しかしMはやることが限られると、髪色を明るくしたことで痴女役オファーが増え、「痴女は無限だなと」感じるようになる。
2019年3月、愛原れの、真田みづ稀、新村あかり、玉木くるみ、石垣トモタカでパンクバンド「たちまち。」を結成。ベースを務める。
2022年5月に発表されたアサヒ芸能「2022現役AV女優SEXY総選挙」で第17位。
2023年5月16日週FANZA動画フロアランキングにて『宗教勧誘に来た母娘の胸がエロかったので、部屋に連れ込んだら、肉オナホにできた話。 原作・KANIKOROの感動作を実写化！真実の先に待つ、純愛のカタチ。 新村あかり 弥生みづき』（ムーディーズ）が初登場9位を記録。
2024年5月31日、スカパー!アダルト放送大賞の系譜を継ぐEXガールズに就任（メンバーは川上ゆう、新村あかり、森沢かな、吉根ゆりあ）。6月26日にお披露目会を開催。同6月からは玉木くるみとのトークイベント「新村あかり＆玉木くるみバチクソあげまんフェス」を開催している。
2024年9月よりFitch専属女優となる。
2025年2月10日週FANZA通販フロアランキングでは、出演した『MOODYZファン感謝祭 バコバコバスツアー2025 素人17名とAV女優17名の1泊2日大乱交 新世代AVオールスター覚醒！』が予約段階で初登場3位を記録。
2025年3月30日、東京・レフカダ新宿での「EXガールズ卒業イベントFunFan感謝祭」をもってユニット契約期間を満了した（新村はイベント自体は体調不良で欠席）。

## 人物
- 趣味はAV鑑賞・AVイベント参加。アウトドア・料理[16]。特技は習字・マラソン[1]。小学校、中学校では柔道を習い、高校でバスケットボールに打ち込んだ。女優デビュー以降は特別鍛えてはいないが、学生時代に培った基礎があるおかげで体幹や下半身の肉付きを評価されることが多い[17]。
- 野球に例えるとホームランバッターではない。でも毎試合打席には立っていたい。6～7年ポジションも含めてマイナーチェンジしながら、必死にしがみついているようなプレイヤーだと自身で例えている[17]。
- 痴女＝攻め役であるものの、シチュエーションによりガンガン攻める、ねちっこく焦らすを使い分ける[8]。また、ハード作品を経験したことで、潮を溜めてまき散らすことが意識的にできるようになった[8]。
- 愛称はバイプレイヤーぶりから名付けられた「新村先生」[7]、「あかりん」。またレズ作品にて浜崎真緒相手に駅弁プレイをしたことがあり、それを見た監督から「女セツネ（ヒデユキ）」と名付けられたことがある[18]。
- 初体験は中学1年生[17]。エロの目覚めは父が持っていたエロ本で、女性が温泉のへりに座り口から牛乳が垂れている姿に「女性の体がエロティックでキレイだと思った」という[19]。

## 作品

### アダルトDVD
- 新人! 諸事情でAVデビュー!!（9月25日、本中）※「あかり」名義
- 最高の愛人と、最高の中出し性交。 4　大手飲料メーカー勤務 あかり(28歳)独身（10月28日、プレステージ）※「あかり」名義
- 性欲旺盛な変態M女の拗れた性願望（11月1日、えむっ娘ラボ）
- モニタリング 巨乳人妻×でかチン男子 「心やさしいお姉さん!悩める男子のお悩み相談してくれませんか?」 街で声をかけた巨乳人妻とでかチン過ぎて自信がない素人男子を温泉に二人っきりにしお悩み相談 旦那とご無沙汰の欲求不満な奥様はタオル越しに見える旦那とは比べられないでかチンに目が釘付け…（11月23日、SODクリエイト）※「ひかり」名義
- 果てしなく生意気な妹10名と暮らす兄貴（12月1日、MOODYZ）共演:川村まや、日高結愛、さくらみゆき、なごみ、三宅美香、斉藤みゆ、紺野ひかる、阿部乃みく
- 入院中に密室で何度もイキ我慢させられ自我が崩壊して感じてしまった28歳新婚妻（12月8日、F&A）※「あかり」名義
- 汁だくド変態スケベ美女妊娠中出し（12月11日、MDMA）※「間宮しずる」名義
- マジックミラー号 心優しい子持ちのママがデカチンで妻に挿入を許してもらえない男性に素股奉仕 産後で感度が上がったマ○コは我慢できず、不倫挿入真正中出し! 2（12月22日、SODクリエイト）※「みゆき」名義
- 神スク水 6 旧型スク水 型番『Y●CHT C-●Y3●58 』×受験生 あかり 練馬区（12月22日、親父の個撮）※「あかり」名義
- ハロウィンナンパ 2016in渋谷 〜浮かれたシロウト娘大収穫祭〜（12月23日、DOC）※「ちか」名義
- 河原の物陰で人目を忍んで生着替えする美巨乳女を偶然目撃してしまった僕は… 3（12月23日、DOC）※「みさき」名義
- 無理やり犯されたのに何度もイッてしまった人妻は「妊娠しても構わない!」とマ○コの痙攣が治まらず男を押さえ付け連続中出しSEX 2（12月23日、DOC）
- 人妻たちの告白（12月25日、豊彦企画）※「神林恵美」名義

- 仕事に誠実なSOD女子社員が過剰クレームに半裸姿で2マ○コ対応!（1月6日、SODクリエイト）※「桜庭洋子」名義
- 募集ちゃんTV×PRESTIGE PREMIUM 22（1月6日、プレステージ）
- おひとりさま山ガールを媚薬で狂わせ何度もイキ漏らす生中セックス（1月6日、DOC）
- 素人妻ナンパ全員生中出し 4時間セレブDX 54（1月15日、ロータス）
- 忘年会にも飲み会にも新年会にも誘われないあなた、遊ばれたくて狂っちゃう病の私の妻を好きにしてみませんか?（1月19日、タカラ映像）※「N村AKR」名義
- 「乳首舐め手コキ」をしていた乳首愛撫専門のデリヘル嬢が、握ったチ○コの固さに欲情してか行き過ぎたサービスしてくれて生中出しまでさせてくれた。（2月2日、Mr.michiru）
- 噂の検証!! まんハメ検証団×PRESTIGE PREMIUM 01（2月10日、プレステージ）※「みほ」名義
- SOD女子社員 12名が気持ち良くなりながら主観レポート 11SEX+1パイズリ 市場調査一転!おま○こでオナニーサポートへ!（2月16日、SODクリエイト）※「桜庭洋子」名義
- 中出し家政婦(ヘルパー) 清楚で美人な出張家政婦は淫乱・お下劣大好きお手伝いさん! 日常生活から夜の性活で子作りまで完全サポート!（2月16日、Mr.michiru）
- いいなりドM! エロキャワローレグパイパン娘! アヘ媚薬で変態キメパコ生中出し!（2月19日、チキチキカマー）
- 孕ませバック痴漢 膣内の奥まで届く後背位中出しでイキ堕ちる美人妻（3月2日、ナチュラルハイ）
- 巨乳ノーブラタンクトップ姉妹（3月2日、Mr.michiru）
- ハメ撮りテストシュート AVデビュー直前の素人娘がカメラの前で見せる素のSEX（3月18日、SODクリエイト）
- 人妻中出し介護ヘルパー 世話好きで、おじいちゃんの言う事なんでもしちゃう（4月25日、ビッグモーカル）
- 女子大生限定 飲み会後、部屋に連れ込み盗撮 そして黙ってAVへ 【no.13】 桃尻爆乳編（4月25日、お持ち帰り）※「ゆき」名義
- SOD性科学ラボ レポート1 「どうすれば一度に精子がたくさん出せるのか?」をSOD女子社員3名が真面目に検証してみた結果ものすごい射精が撮れました!（5月3日、SODクリエイト）※「桜庭洋子」名義、共演:石巻早百合、雨宮静香　他出演:星川麻紀
- ちょっと危険な町内会の温泉旅行!?旦那さんにバレないように奥さん方(巨乳)をNTRせっくすw（5月3日、AKNR）共演:成宮いろは、江上しほ、瀬戸すみれ、藤崎エリ子、糸川美桜
- リアル素人縁結び企画 憧れの同僚社員とデキるかな? お節介すぎるほどお世話します!二人っきりにさせて生盗撮 2（5月10日、ホットエンターテイメント）
- 生中懇願 赤ちゃん出来てもいいから膣中に出して（5月18日、グローリークエスト）※「あかり」名義
- ヒロイン命乞い 4 疾風怒涛シャドウストーム（6月9日、GIGA）
- 絶対服従イラマチオ（6月15日、グローリークエスト）
- マジックミラー号 憧れの女上司と2人きり! どきどき相互オナニーで男女の境界線を越えた上司と部下が禁断の初セックス!! 2（6月15日、SODクリエイト）※「たかこ」名義
- 一般男女モニタリングAV “時限式絶対に破けるコンドーム”を渡して社会人男女へ強制中出しドッキリ企画! 2 社内で評判の女子社員と妻子持ちの上司がラブホテルで過激なエロミッションに挑戦!盛り上がった2人は生ハメとは知らずに想定外の膣内射精!!（7月7日、DEEP'S）※「ともみ」名義
- センズリのお手伝いして下さい! 可愛い女の子に握らせて射精するまでシコらせch 2（7月10日、ブリット）
- ヒロインピンチ 14 宇宙特捜アミー（7月14日、GIGA）
- 自画撮り奥までズッポリ 絶倫ピストン ディルドオナニー（7月15日、プリモ）
- メガネ美人妻パンツルック限定! 中出し12発!絶品濃厚ナンパSEX（7月15日、ロータス）
- 私の変態セックス見て下さい… ドマゾ人妻ハンティング 連続絶頂が止まらない淫乱奥さんの性奴隷化計画（8月25日、ビッグモーカル）
- スーパーヒロインドミネーション地獄32 疾風怒濤シャドウストーム（12月8日、GIGA）

- ヒロイン凌辱Vol.103 疾風怒濤シャドウストーム（1月12日、GIGA）
- THE TALE'S Vol.2（2月9日、GIGA）
- 悪徳エロ医師盗撮 37 ●●産婦人科セクハラ診察（7月13日、カルマ）
- 変態ヒロイン無限アクメ堕ち（5月11日、GIGA）
- 女戦闘員凌辱洗脳 ～真～（5月25日、GIGA）共演:水谷あおい、桜ちなみ
- 格闘ゲームヒロイン ～火鷹伝説 絶望のカイザーオブファイターズ～（7月27日、GIGA）
- 日本代表NTR スポーツバーで観戦中にドサクサにまぎれて揉みまくられた僕の彼女（9月7日、JET映像）
- 超装戦隊マーシャルフォース 爆弾怪人ドカント編（9月28日、GIGA）
- ヒロイン急所徹底完全滅殺ドミネーション　セーラーセレナーデ （10月12日、GIGA）
- 飼われて楽しい変態アナルペット（10月18日、グローリークエスト）
- ぶっかけ!パンティストッキング あなたの好きなお洋服にパンティストッキング合わせてみたの♡（12月7日、下半身タイガース）

- スーパーヒロイン絶体絶命!!Vol.69 美聖女戦士セーラーファイヤーエルメス（1月11日、GIGA）
- 100万×中出し 女が欲しいのは愛かお金か中出しか!!?AV女優37人の新感覚中出しサバイバル!!（2月1日、本中）共演:蓮実クレア、玉木くるみ、宮村ななこ、美浦あや、涼南佳奈、伊東紅蘭、希咲あや、南なつき、星あんず、児玉るみ、加藤あやの、中尾芽衣子、山咲まなつ、水嶋アリス、初美りん、紺野ひかる、明里ともか、浜崎真緒、花咲いあん、生田みく、市橋えりな、西山楓、美谷朱里、河南実里、倉科もえ、今井ゆあ、藍色りりか、海空花、前田あこ、岡部玲子、向井藍、悠月アイシャ、愛咲りんか、橘メアリー、ふわり結愛、乙坂広菜　※AV OPEN 2018 企画部門2位
- JOI淫語痴女株式会社（2月8日、BAZOOKA）
- 封魔忍者マイ ～からくり忍者屋敷の罠～（4月26日、GIGA）
- アメコミヒロインVS絶倫怪人衆vol.3　Target：アクセルガール（5月10日、GIGA）
- 女教師レズビアン雌奴隷 ～悪魔のような美少女の微笑みマゾ調教～（6月7日、ビビアン）共演:麻里梨夏
- 夫とは違う濃厚な性交。（7月11日、タカラ映像）
- セーラーヒロインキラー（7月12日、GIGA）
- 受付嬢in… (脅迫スイートルーム)（8月2日、ドリームチケット）
- SM国士無双 肉便器への道（8月7日、シネマジック）
- あかり女王様の調教部屋（8月9日、サロメ）
- スパンデクサー コスモエンジェル 死者の輪姦編（8月23日、GIGA）
- 憑依ドM覚醒 イラマ逆流えずき汁口便器堕ち（9月6日、山と空/妄想族）
- 悪魔的痴女～僕が何かに目覚めた理由～（9月13日、バルタン）
- マグナムチ●ポで肛門の奥まで捻じ込まれ「アッヒ～アヒ～」ドM萌えして強制アヘ堕ちさせられた僕の妻…ブラックホールアナル中出し!!（10月7日、山と空）
- 巨乳セフレ妻と中出し不倫旅行（10月11日、BAZOOKA）
- ヒロイン討伐Vol.89 聖宝戦隊ジュエルレンジャー　壊された女戦士たち（11月8日、GIGA）共演：七海ゆあ
- 入院した病院は『ウルトラクールビズ!』ナースも先生もおへそ丸出し!パンチラしまくり!おっぱいも半分見えちゃってる超ミニミニ白衣でフル勃起必至の入院生活!（10月19日、ゴールデンタイム）共演:桜庭ひかり、富田優衣、沖田里緒、有咲いちか
- 激レア素人ちゃんを連れてきた。vol.09 IQ182のインテリ中国人通訳士・美玲さん (37歳) & 不動産会社の美人女社長・あかりさん (37歳)（10月25日、激レア素人ちゃん/妄想族）
- ビニールテープ結束バンド完全拘束電マ放置地獄（10月29日、カリマンタン）
- W肉便器 巨乳の若妻達を同時に変態調教した記録（11月1日、Fitch）共演:三船かれん
- 濡れてテカってピッタリ密着 神競泳水着  新村あかり ロリ可愛い女子の競泳水着姿をじっとりと堪能!着替え盗撮から始まり貧乳から巨乳にパイパン、ハミ毛、ジョリワキ等のフェチ接写やローションソーププレイや競泳水着ぶっかけに生中出し等を完全着衣で楽しむAV（11月7日、親父の個撮）
- W女王降臨!! アナル大好きドマゾ変態少女 尻穴徹底調教レズビアン（11月7日、ビビアン）共演：藍川美夏、神納花
- 女幹部ヴァーミリア ヒーロー凌辱 ～サラセアンの甘い罠～（11月8日、GIGA）
- 美少女戦士セーラーディアナ ヒロイン大ピンチスペシャル（11月8日、GIGA）
- 行列のできるヤリマン団地妻（11月13日、アクアモール/HERO）
- M男転生～あなたの前ではM男に成り下がる～（11月25日、SEX Agent/妄想族）
- 奴隷娼婦に転落した女 鋼鉄の桎梏（12月7日、シネマジック）
- 息子の嫁と義父（12月12日、タカラ映像）
- ブラストガール ～THE KARATE GIRL～（12月13日、GIGA）共演：原美織
- 連続射精強要 ～強制的に連射させられた男達～（12月25日、SEX Agent/妄想族）
- ヒロイン調教発情 超装戦隊マーシャルフォース編（12月27日、GIGA）

- 直列2気筒ターボイラマチオ 喉奥変態女に飲尿 浴尿 ぶっかけ全部のせイラマ遊戯 完全ノーカットスペシャル（1月9日、MILK）
- 入浴中の濡れ髪すっぴん顔の兄嫁にガマンできなかった俺（2月6日、AKNR）
- 密着しながら淫語で誘惑する痴女お姉さん（2月25日、デジタルアーク）
- 潜入!! 噂のリンパマッサージ店  2「裏オプション、いかがなさいますか?」（3月6日、LEO）
- 美女の足裏をふやけるまで舐めたい!（3月12日、RADIX）
- 変態サムライ 女性の全てがオナニーのネタである。 04（3月13日、よろず本舗）
- 犯されまくって脳が蕩ける最高のM性感トリップ（3月19日、M男パラダイス）
- 痴女お姉さんのむちむち黒パンスト狭射（3月19日、MEGAMI）
- 妻が家政婦をはじめました…お金持ちの家を紹介されて性玩具にされてました（3月20日、STAR PARADISE）
- 完全着衣で男をあやつるハイレグ高級痴女（4月13日、ミル）
- レズビアンマンション ～上京したばかりのウブっ娘が隣のお姉さんに誘われて～（4月13日、U&K）共演：永野楓果
- M男がみんな夢中になる保健室のアナル責め先生（4月19日、MEGAMI）
- 黒人と遊びたい社会人美女 ムチムチおねえさんは黒人チ●ポにハメ殺されたい!（4月20日、Shark）
- なんと憧れの美人OLとホテルで相部屋に（4月20日、STAR PARADISE）
- 憧れの女上司と2人きり… 5（5月1日、LEO）
- 女幹部ヴァーミリア ヒーロー快楽責め ～淫蕩なる美肌の誘惑～（5月8日、GIGA）
- ＜完全主観＞かわいい彼女とラブラブキス体験 2人っきりでねっとりキス手コキ 2（5月8日、AKNR）
- Anal Device Bondage XIX 鉄拘束アナル拷問（5月21日、グローリークエスト）
- 奴隷色のステージ 調教の日々（6月7日、アタッカーズ）
- たっぷり唾液と柔らかい唇…フワトロの口マ○コで最後の一滴まで絞り取る舌品フェラチオ!（6月11日、グローリークエスト）
- 淫らな口をした美容部員のデカ尻義姉がほろ酔いで帰宅! 童貞の僕を挑発しながら全身リップで舐め回し! 常にキスしながら何度も中出しさせられた!（6月12日、V&R PRODUCE）
- 人気ヘルス嬢だらけの抜き差しバッチリ! 癒しのパイパン裏ヘルス お店に秘密で本番行為OKの裏風俗店 Part2（6月12日、BAZOOKA）
- 猛女注意! 調教済みのメス犬が発情期で言うことを聞きません。常にサカってはチ○ポを求めてきます。（6月19日、ドグマ）
- 人妻デリヘルを呼んだら、まさかのオンナ上司 そのとき、OLデリ嬢の取った行動は（6月20日、STAR PARADISE）
- 縛ったら… アヘった（7月10日、REAL）
- 航空会社勤務の黒パンスト穿いたデカ尻姉に媚薬と睡眠薬を同時に飲ませた! キャビンアテンダントの制服姿で眠る姉を拘束固定バイブ! 覚醒したカラダは弟に激ピストンされ膝をガクガクさせながら何度もイキ乱れた! 3（7月10日、V&R PRODUCE）
- 極上ボディで何度も射精させちゃう超淫乱高級デリヘル嬢 4（7月10日、BAZOOKA）
- 女流監督「伊達彩華」の真性ハメ撮りレズドキュメント Deep Edition VS 新村あかり ～私達の真実（7月19日、ゆりえっち/妄想族）共演：伊達彩華
- 5本指パンストローション足コキ（7月19日、ゑびすさん/妄想族）
- 宇宙特捜マーキュリオス（7月24日、GIGA）
- マン汁染み出し直穿きエロジャージで性欲暴発エクササイズ!!（7月25日、オイスター海運/ソードフィッシュ）
- 射精確率変動連荘ザーメン ～確変状態のチ●コに迫りくる痴女たちの止まらない悪戯～（7月25日、SEX Agent/妄想族）
- 卑猥な言葉で男の体を支配する淫語痴女（7月25日、SEX Agent/妄想族）
- 拘束スイートルーム 男を犯して狂わせる美麗なW痴女（8月1日、Fitch）共演：舞原聖
- 主観 淫語 乳首勃起オナニー（9月1日、ゑびすさん/妄想族）
- Wアナルビッチ 7（9月3日、グローリークエスト）共演：みひな
- ガーターベルトのふともも×腿コキ 4（9月7日、アロマ企画）
- 新入社員は石化蛇男 2 会社編（9月10日、ROCKET）
- まるで本物の舌みたい!? なクンニローターで昇天（9月13日、アロマ企画）
- 超濃厚バーチャル挑発キス（9月19日、ゑびすさん/妄想族）
- イケメン部下相部屋NTR 出張先のホテルで7年間のセックスレス生活で溜まった性欲が大暴走 欲求を満たすまで一晩中何度も中出ししまくった絶倫性交（9月24日、MILK）
- ペニバンイラマチオ絶頂地獄。激動のノーカット映像。少女を可愛がるレズ3P（10月7日、ビビアン）共演：冬愛ことね、浜崎真緒
- JOIを奪い合え! 競う2人のオナニーサポート 2（10月7日、アロマ企画）
- 湯けむり温泉レズ美アン（10月13日、U&K）共演：桜井美羽
- 唾液をたっぷり飲ませてココロの治療をする接吻心理療法士・新村あかり先生のお仕事（10月19日、アロマ企画）
- ローアングルでベストアングル連発!! じっくり仰ぎ見るパンチラ3 ひたすらローアングル編（10月19日、アロマ企画）
- 5人の女王様 調教部屋 4時間（10月23日、サロメ）
- アソコに直穿きスポウェア女子 暴発寸前! 発情ボディでエクササイズ!!（10月24日、オイスター海運）
- セレビッチ! 誘惑の完全着衣（10月25日、AVS collector’s）共演：若宮はずき
- 人妻奴隷調教クラブ（10月30日、ワープエンタテインメント）
- 耳の中にねっとり舌を這わせられながら亀頭の割れ目をまったりしゃぶられ続ける究極の3P焦らされ性感（11月7日、アロマ企画）
- レズバトルクイーン決定戦2020 新村あかりVS桃菜あこ（11月12日、ROCKET）共演：桃菜あこ
- 被虐のマゾ女優 新村あかり調教記録（12月1日、TIGHT）
- アナルティーチャー II（12月3日、グローリークエスト）
- あん時のセフレ…は友人の母親（12月10日、タカラ映像）
- HIP MANIA 尻コキ 顔騎 ヒップダンス（12月19日、ゑびすさん/妄想族）
- 脅威の39回絶頂早漏マ●コ! リモバイ露出で「マン汁ぐっちょり止まらなぃ♡」とガニ股震わせ羞恥アクメ ワイン1本ガチ飲酒泥酔トランス チ●ポ吸引しながらマンズリする姿はまさに性獣底なし性欲の淫乱美女!!（12月25日、GYAN/ゲッツ!!）
- 痴女姉妹 ～セフレのシェアは当たり前! チ●ポ大好き絶倫姉妹の言葉責め巧なハーレム痴女プレイ!～（12月25日、SEX Agent/妄想族）共演：岬あずさ
- オナナビ ～超カメラ目線で見つめながら挑発オナニーナビゲート～（12月25日、SEX Agent/妄想族）

- 神熱AV女優を1日貸切ひたすら本能の中出し交尾。 ACT.03（1月1日、プレステージ）
- 旦那が近くで寝ているにも関わらず、布団の中で人妻は久しぶりの旦那以外のチ●ポに欲情し密着騎乗位で自ら腰を振ってしまう…（1月1日、DOC）
- 洗脳ドリル ランジェリーオフィス編（1月8日、SODクリエイト）
- W淫ボイス 甘い天使とドS痴女の究極同時責め（1月13日、Fitch）[8]
- 手軽に男をヤリたい放題! 欲求不満な女性御用達サービス レンタ彼氏（1月13日、アロマ企画）
- 犯してあげる 出張訪問痴女カウンセラー 在宅中の男性を完全セクシャルヘルスケア（1月15日、BAZOOKA）
- 夫には言えない白昼の不倫調教 あの日あなたが街で見かけた美人妻は数日後…（2月7日、アタッカーズ）
- 女教師レズビアン雌穴奴隷 ～私はもう、この女達には逆らえない～（2月7日、ビビアン）
- 緊縛調教妻 死んだ夫の上司に囚われた人妻。 異常な男の性癖と偏執的な性行為の日々（2月13日、グローバルメディアアネックス）
- 不動産屋の内見で担当女性社員の揺れる無防備なピタパンお尻を見て欲情! 誰もいないことを良いことに、性欲抑えきれずに尻ズボ中出しレ○プ!（3月5日、DOC）
- 特捜の女 奈落のワルキューレ（3月7日、アタッカーズ）
- ちんシャブ大好き女（3月12日、REAL）
- THE ドキュメント 本能丸出しでする絶頂SEX 強欲美人OLザーメンまみれ悶絶失禁絶頂ファック（3月19日、美人魔女/エマニエル）
- 憧れの女上司と（3月25日、タカラ映像）
- 悪の女用心棒 ヒーロー陥落 尺八太夫 VS 閃光ビシット 快楽寸止め地獄（3月26日、GIGA）
- アナル洗脳 5日間で完了する腸活ダイエット、健康にカラダも再生して一石二鳥のアナル調教（4月8日、SODクリエイト）
- 巨乳若妻種付けレイプ中出し20連発（4月9日、REAL）
- 痴女3姉妹にイカされ続ける 膣絞りM性感HOUSE（4月9日、Million）
- スグしたくなる 四六時中チ○ポの事ばかり考えている巨乳痴女と過ごす強・制連続射精デート（4月22日、MILK）
- 狂気拷問処刑 Episode03:無惨なり淫華悶絶の辱宴 女捜査官強烈イキ晒し処刑（4月25日、AVS collector’s）
- hypno-drama 催眠術でエロ廃人になったドS奥さん（4月25日、ヒプノシスRASH）
- 接吻コントロール（4月30日、ワープエンタテインメント）
- 隣の美人妻 泥酔し部屋を間違え「ただいま～!」（5月1日、プラネットプラス/七狗留）
- スーパーヒロインドミネーション地獄48 ワンダーヴィーナス 苦痛魔人マドージン（5月14日、GIGA）
- W巨乳奴隷（5月20日、グローリークエスト）
- hypno-drama 催眠術でエロ廃人になったドS奥さん 続編（5月25日、ヒプノシスRASH）
- 圧倒的未体験エクスタシー!! ド淫乱W痴女に誘われるディープトリップFUCK（6月13日、Fitch）
- ささやき淫語で男性を確実に昇天させる絶品中出しチャイナエステ 4（6月13日、BAZOOKA）
- 主観 タバコ美女 煙 ヤニベロ 痰唾ぶっかけ ドS淫語浴び手コキ（6月19日、ゑびすさん/妄想族）
- 性奴隷からのオナニービデオレター 03（6月25日、SEX Agent/妄想族）
- ノーブラノーパン管理人をシェアするハウス（7月1日、プラネットプラス/七狗留）
- 人妻Wイラマチオ 喉ボコ調教不倫旅行（7月1日、MOODYZ）
- 単身赴任してきたお隣さんを巨乳で誘惑中出し杭打ちプレス逆NTR（7月7日、BeFree）
- プライベートおっパブ お店が突然の休業 お金に困った嬢から2人で会いたいと連絡が…  店に内緒でおっぱい揉んで中出しセックス（7月8日、Mr.michiru）
- 空に溶ける夕陽を背に、僕はひたすら新村あかりに犯され続けたかった。（7月13日、Million）
- マゾ人妻調教倶楽部 新村あかり（7月13日、バルタン）
- 「口だけならいいよ…」 性欲旺盛なデカチンの甥っ子にお願いされ仕方なく12発おしゃぶりごっくんする元ヤリマンの若硬ち○ぽ大好きな叔母 新村あかり（8月1日、LUNATICS）
- 激レア出勤祭り生中出し女子○生 制服リフレ癒しのマッサージからの… vol.1 中出し×4人と子作りSEXしちゃいました～（8月12日、親父の個撮）
- 聖獣神グレートゲイザー 超古代ロボットの覚醒 新村あかり（8月27日、GIGA）
- むっちりスケベボディの隣人妻を孕ませたくて旦那不在の危険日48時間生チ○ポでやりまくった全記録 新村あかり（9月2日、MILK）
- ヤリマンワゴンが行く!! ハプニング ア ゴーゴー!! 新村あかりとリズの珍道中 ～緊急発射宣言! 好戦的ジュボフェラ & 洪水グチョマンで日本男児全滅寸前!～（9月7日、桃太郎映像出版）
- 美しい人妻のねっとり甘い接吻と高級ランジェリーSEX 田舎育ちの僕を誘惑する都会暮らしの叔父の妻 新村あかり（9月21日、Fitch）
- オ・ン・ナ♀ざかり 新村あかり（10月1日、ワープエンタテインメント）
- 女支社長のアナルを社内で犯す! 新村あかり（10月5日、アタッカーズ）
- 女体教育委員会 アナル観察と尻コキ発射（10月5日、稀/妄想族）
- 柊木まりな レズ解禁 兄の嫁に恋した私 柊木まりな 新村あかり（10月7日、アイエナジー）
- 聖心特装隊セイントフォース Memories.4 ～癒されぬ渇望、聖女の烙印～ 新村あかり（10月8日、GIGA）
- ヒロイン討伐 Vol.99 美しき勇者もーれつ仮面 新村あかり（10月8日、GIGA）
- 奴隷華 歪んだ欲望の餌食にされる美しい肉便器達 佐伯由美香 乙アリス 新村あかり（10月19日、Fitch）
- SM女王様立場逆転アナル凌辱 新村あかり（10月21日、グローリークエスト）
- 喉奥が性感帯の下品なイラマレズビッチ 佐伯由美香 新村あかり（10月26日、レズれ!）
- エロい体、エロい視線で挑発しすぎるいやらし女子のセンズリ講座（10月26日、アロマ企画）
- 女性専用 乳首こねクリニック健康診断 新村あかり 山本蓮加 柏木あみ（11月11日、ROCKET）
- 美女たちの足裏をふやけるまで舐めたい! DX（11月11日、RADIX）
- ハイレグスイートルーム アメイジング（11月16日、ミル）
- 酒酔いアナルSEX! 新村あかり ～お酒を呑み淫らになった身体はアナルSEXでイキまくる!（11月23日、セレブの友）
- 【G1】美聖女仮面オーロラ & フォンテーヌ 悪魔のアクメ白目失神快楽地獄 新村あかり 辻芽愛里（11月26日、GIGA）
- 特捜の女 瞬撃のラクリモーサ 塩見彩（12月7日、アタッカーズ）- 主演は塩見彩。新村は脇役出演。
- 素人ナンパ いつも受け身で責め経験ゼロのうぶな女子が初めてのM男責めに挑戦したらドS痴女性が開花! 乳首責め手コキで散々焦らして騎乗位挿入で自ら腰を振ってイキまくる! 寸止め焦らし後に最高の大量中出し!（12月9日、アイエナジー）
- 15人の淫乱メガネオナニスト! ～知的な淫乱オナニストが激イキオナニーで乱れまくる!（12月14日、セレブの友）
- フルバックパンティをセルフ強制Tバックでぐいぐい食い込ませイク姿を見せつけるお姉さま（12月21日、アロマ企画）
- 義母さんだって孕みたい。 新村あかり（12月23日、タカラ映像）
- 「童貞クン、ヌイてやろうか?」 元ヤンの義姉はパンツ丸見えは当たり前! 下品でエロい! いつも童貞と僕をバカにしてるけど、パンツに興奮した僕を面白がってある日魅力的なお誘いが! 実は超敏感な義姉も盛り上がって結局筆おろしされちゃいました!（12月23日、アイエナジー）
- 七瀬いおりレズ解禁! × 春菜はな × 新村あかり ～巨乳美女3人が激しく絡み合う淫乱レズSEX!（12月28日、セレブの友）

- 百戦錬磨の有名AV女優がメンズエステに転職したら色気とフェロモンが凄すぎて客を骨抜きにすることなど容易説 2（1月4日、アロマ企画）
- じんかくそうさ洗脳催眠 ノーマスクノーセンキュー! 弊社の「アカリミクス」を洗脳催眠で大修正してNTRって乗っ取って編 新村あかり（1月4日、山と空/妄想族）
- どこでもスグしたくなる 四六時中チ○ポのことばかり考えてる淫乱巨乳妻と行く1泊2日の濃密温泉不倫旅行 新村あかり（1月6日、MILK）
- べろんべろんの乳首舐めとプリプリの尻ずりで発射寸前まで勃起させられ続けむちむちの腿こきでザーメン仕留められる（1月11日、アロマ企画）
- 悪魔的スローな射精コントロール じっくり肉棒ペットを弄ぶ肉感痴女 新村あかり（1月18日、Fitch）
- 彼氏を交換する3姉妹 春菜はな・新村あかり・七瀬いおりの彼氏スワッピング物語（1月25日、セレブの友）
- 朝陽が昇るまで精液吸い取ってあげる ド淫乱妖怪中出しNIGHT! 潮吹き、ごっくん、アナル、メスイキ、おしっこ、NG無しの無制限射精ハーレムMONSTER大乱交 辻井ほのか 望月あやか 佐伯由美香 新村あかり（1月25日、本中）
- ヒロイン白目失神地獄 32 美聖女仮面フォンテーヌ 新村あかり（1月28日、GIGA）
- 下着モデルを頼まれた義母の溢れ出る色気に我慢できず嫁の目を盗み欲望剥き出しで毎日中出ししまくった。 新村あかり（2月1日、LUNATICS）
- どエロ女優に丸投げ!! 夢の筆下ろしガチドキュメント はじめてはAV女優。05（2月18日、よろず本舗）
- 僕のベッドに友達の彼女が潜り込んできて…（3月1日、DEEP'S）
- お色気ムンムン匂い立つフェロモン! 下宿先の未亡人大家さん 新村あかり（3月5日、プラネットプラス/七狗留）
- ワンダーレディー 集団フルボッコ ～数の力に屈したワンダーレディー～ 新村あかり（3月11日、GIGA）
- 卑猥語女 新村あかり（3月22日、MARRION）
- 愛した人は鬼でした… 浅井心晴 新村あかり（4月5日、アタッカーズ）
- 即ハメ生ハメ中出しオールOK! ノリと勢いで何でも許しちゃう究極エロエロGALビッチw大好物はおじさんww ふやけるまで全身舐めつくし精子を食らい尽くす24時間中出し待機中!? 裏パコ専門デリヘル 新村あかり（4月7日、MILK）
- 「あなた、ごめんなさい…。」 妊娠危険日にムリヤリ義父に種付け中出しされています… 新村あかり（4月8日、人妻花園劇場）
- 憧れの兄嫁と 新村あかり（4月12日、タカラ映像）
- オイルで身体をテッカテカにして男をイカせまくる最狂痴女ハーレム監禁射精プリズン Second 大槻ひびき 新村あかり 八乃つばさ（4月12日、Million）
- こんな私で「ごめんなさい」オナニー全員集合! 2（4月12日、セレブの友）
- コートの中は裸で調教されに来る極上M女 新村あかり（4月19日、ILLEGAL/妄想族）
- 着衣痴女密室スイートルーム アメイジング（4月19日、ミル）
- 全裸メンズエステ 中目黒店（4月26日、SEX Agent/妄想族）
- 会社のカネを横領し失踪した夫を見逃してもらうため、鬼畜上司に体を捧げ身も心もやさぐれて廃人になった人妻 新村あかり（4月26日、マザー）
- 部下にバイブをパンスト固定され必死にイキ我慢していたが媚薬と追撃ピストンで自分から腰をふりまくる完堕ち女上司（5月3日、DEEP'S）
- SEX神!! パーフェクトAV女優 新村あかり8時間BEST（5月3日、Fitch）※単体ベスト
- ナイスボディの家政婦は今日もエロくてご奉仕三昧!! 新村あかり（5月5日、プラネットプラス/七狗留）
- 僕だけにしか聞こえないささやき声で密着誘惑されて中出し童貞卒業 新村あかり（5月6日、h.m.p）
- 睾丸弄られながらのフェラチオと両乳首弄られながらのベロチュー、計5点責めで狂わされ続ける（5月10日、アロマ企画）
- 美女のベロ図鑑 20人（5月17日、ゑびすさん/妄想族）
- 秘書の無自覚な透け尻挑発に爆走ピストンから勢いあまって爆走アナルFUCKで何度も中出し! 新村あかり（5月17日、MOODYZ）
- 巨乳・淫乱・性獣たちの最狂レズビアン 望月あやか 新村あかり 春菜はな（5月24日、セレブの友）
- 新村あかり5時間プレミアムBEST 16本番 16中出し（6月2日、MILK）※単体ベスト
- じゅるネチョ音とささやき淫語で耳からトロけるASMRメンズエステ 新村あかり（6月3日、ワープエンタテインメント）
- 可憐な資産家お嬢様の汚い中年チンしゃぶ大好きお下品喉鳴らしごっくんザーメンゲップ 新村あかり（6月7日、MOODYZ）
- 女スパイ 偽りの暗殺指令 新村あかり（6月7日、アタッカーズ）
- 最高の愛人と、昼顔レズビアン性交。 あかり (27歳) と ひまり (25歳) 編（6月14日、ビビアン）
- 気は強いのに乳首最弱 大嫌いな女上司の乳首つねり上げたら理性がぶっ飛び仰け反り潮吹き大絶頂!! 新村あかり（6月14日、REAL）
- 絶対に知られてはいけない兄嫁の弱みを握った僕はずっと嫌な顔されながらむっちり柔らかいパイパンマ○コに中出ししてやりました… 新村あかり（6月21日、Fitch）
- アナルバニー 新村あかり（6月21日、グローリークエスト）
- 新設マッサージで感じちゃった僕。その3（6月21日、アロマ企画）
- ド淫乱女優限定! 性欲が暴走するイキ狂い大乱交合コン! 望月あやか 春菜はな 新村あかり（6月28日、セレブの友）
- 残業中、2人きりの社内で仕事に厳しい行き遅れピタパン女上司のデカ尻に無自覚挑発され溜まったち○ぽのイライラがおさまらずセクハラがむしゃら怒りピストンで孕むまで何度も中出しした。 新村あかり（7月5日、LUNATICS）
- 初レズ解禁! 星川まい with 新村あかり（7月12日、セレブの友）
- 究極のフェラチオ!! 男性器をおクチ診療するバキューム吸引クリニック 新村あかり（7月19日、Fitch）
- 朝がくるまで精子を絞り取ってもらえる追撃挟み撃ちオールナイト2輪車ソープ 新村あかり 穂花あいり（7月19日、OPPAI）
- 僕を誘惑する隣のボディコン金髪ギャル奥様 新村あかり（7月26日、セレブの友）
- ニーハイブーツの腿こき（8月2日、アロマ企画）
- 朝起きたらキレイなお姉さんが隣にいて… 昨夜の出来事を忘れたとも言えず彼女にペースを握られたまま何度も中出しセックスしてるけど未だにどこの誰かわからない 新村あかり（8月9日、アリスJAPAN）
- チラ見せ!? 誘惑たっぷり逆セクハラ面接（8月16日、アロマ企画）
- キャンピングカーでエッチしようよ! 7 新村あかり（8月23日、セレブの友）
- 「お義父さんが、孫の顔を見たいって言ったのよ…。」 息子が出張に行った日から、献身的だった美嫁がドSに豹変…。2泊3日ひたすら種付けさせられて、まるで女のように喘いでしまったワシ…。 新村あかり（8月23日、マドンナ）
- M男クンを待たせてる部屋の鍵、お貸しします。（9月2日、ワープエンタテインメント）
- お姉さんの巨尻が猥褻過ぎて秒殺で悩殺!! 新村あかり（9月6日、MARRION）
- 淫語で逆ナンパするW巨乳肉感痴女の圧迫男喰い 新村あかり 若宮はずき（9月6日、Fitch）
- 絶対に手を出してはいけない ひとの男ばかり欲しがる略奪痴女の泥沼逆NTR（9月13日、BAZOOKA）
- 水着×ナンパ イキ乱れる真夏の女子たち4連発（9月15日、ピーターズMAX）
- M女調教ハメドリレズ（9月20日、ゑびすさん/妄想族）
- 家計のために… 寝取られ中出しされる美人妻 180分（9月20日、STAR PARADISE）
- たった7時間2人っきりにしてみたら… 結果、12発セックスしてました。 新村あかり（9月30日、ドリームチケット）
- 係りつけの肛門科の女医に気に入られた僕は、こっそり媚薬をアナルに塗られ、診療の一貫として狂うほどメスイキ開発された 新村あかり（10月4日、MOODYZ）
- ガチンコ全裸レズバトルリターンズ 2 新村あかり 望月あやか 前乃菜々 中尾芽衣子（10月6日、ROCKET）
- 愛を認めさせたくて妻と絶倫の後輩を2人きりにして3時間… 抜かずの追撃中出し計18発で妻を奪われた僕のNTR話 新村あかり（10月11日、マドンナ）
- 夫に内緒で義父に頼んだ妊活 新村あかり（10月11日、タカラ映像）
- W痴首舐められ性感道場 2 新村あかり 岬あずさ（10月11日、アロマ企画）
- M男専用 会員制逆バニー淫語BAR 新村あかり 皇ゆず（10月11日、犬/妄想族）
- 「終電ないからホテル行くよ!」  飲み会でホロ酔いデカパイ女上司が豹変ドSビッ痴! 朝まで淫語まみれ挟み撃ち連シャ2次会 乙アリス 新村あかり（10月18日、OPPAI）
- バター犬みたいにクンニ強要されながら四つん這いで竿を後ろに倒されトルネードオイル手こきでフル勃起キープさせられ続ける（10月18日、アロマ企画）
- 時間を止める力を持ったド淫乱痴女! 4 新村あかり（10月25日、セレブの友）
- 初レズ解禁! 北乃ゆな ～お姉さんにいじめられたい with 新村あかり（10月25日、セレブの友）
- 体液が溢れ出るほど根元まで咥えさせる凶悪イラマチオ（10月25日、ILLEGAL/妄想族）
- 人妻略奪レズビアン ～夫しか知らない妻、レズ愛撫に堕ちる～ 新村あかり 岩沢香代（12月6日、U＆K）
- 巨乳・淫乱・性獣たちの最狂レズビアン 2 望月あやか 新村あかり 唯奈みつき（12月27日、セレブの友）

- W淫語でチン媚びして擦り切れるまでセンズリぶっコかせてあげる! 波多野結衣 新村あかり（1月3日、グローリークエスト）
- 初レズ解禁！神坂朋子with新村あかり（2月14日、セレブの友）
- お願いします。私を調教してください…。 本物マゾ雌奴● プライベート調教レズビアン 本田瞳 新村あかり（4月11日、ビビアン）
- 宗教勧誘に来た母娘の胸がエロかったので、部屋に連れ込んだら、肉オナホにできた話。 原作・KANIKOROの感動作を実写化！真実の先に待つ、純愛のカタチ。（5月16日、ムーディーズ）
- アナルで発情！～本能で感じる！美女があえぎ狂う快感レズビアン～ 小松杏×新村あかり（6月27日、セレブの友）
- 朝起きたら下着姿のデカ尻女上司が隣に！！社内では厳しいバリキャリ独女なのに思いもよらず甘えられ密着騎乗位しながら何度もイチャラブ中出しSEXした。 新村あかり（7月4日、ルナティックス）[20]
- 無断でイッたら罰金。悶絶レズエステ 新村あかり×宇流木さら（7月4日、山と空/妄想族）
- いちゃラブ宅飲み濃厚べろちゅう密着せっくちゅ 新村あかりが彼女になった日（9月5日、桃太郎映像出版）
- W Ma○ko Device BondageV 鉄拘束マ○コ拷問 新村あかり/前乃菜々（9月5日、グローリークエスト）
- ヤリたくなったら即注文 家にやって来る配達員を狙って●す痴女人妻（9月12日、クリスタル映像）
- 激しいキスが母を淫らにする！濃厚接吻でスイッチの入った肉体がイク瞬間まで息子を離さない口淫中出し相姦（9月19日、VENUS）
- 学生バイトに媚薬を飲ませ1日24発射精（だ）させるセックスモンスター痴女コンビニ人妻不倫（9月19日、MOODYZ）
- 道玄坂ワイルドワンクリニック（9月21日、WildOne）
- 魔法美少女戦士フォンテーヌ ロード・オブ・ザ・パンティの帰還（9月22日、GIGA）
- 毎日に退屈したギャル妻二人にチ○ポとアナル同時に舐め犯し 交互に何度も射精させられた隣人たち… AIKA 新村あかり（9月26日、痴女ヘブン）
- 紹介制洗脳サロンでドップリSEX中毒になった私 ～3SEX＆レズ～（9月26日、セレブの友）
- 呼び出されるのは、いつも決まって昼休み。なのに…射精は9時間後。しかもそれから直後責め。そして結局、連射セックス（9月29日、ワープエンタテインメント）
- シロウト観察 モニタリング ねっとりグラマラスおねえさんが妖艶にシロウト捕獲で強●吸引ファック ！！スケベな誘惑DVD販売店編＆シロウト狩り公園編（10月3日、桃太郎映像出版）
- 旦那が出張中、2人きりの自宅でデカ尻叔母さんのお掃除尻に我慢できず即ハメデカチンピストンでケツ肉を揺らしたら痙攣膣イキ締めで何度も中出し金玉搾りされた。（10月3日、ルナティックス）
- 「慰め」と「罵り」のアメムチ淫語で囁きながら交互に脳イキさせる痴女家庭教師のニイムラさん（10月10日、グローリークエスト）
- 「わたくしの穴という穴を犯してくださいまし」 変態ドマゾ令嬢の雌穴全開3穴狂乱デスワルツ！！ 鈴音杏夏 浜崎真緒 新村あかり（10月10日、ビビアン）
- 新村あかりにエロいこと全部されたい！！（10月24日、アロマ企画）

- 催○術で「時間よ止まれ」豪華版～美女たちにHな悪戯ヤリたい放題からの感度10倍SEX大公開!（3月15日、パラダイステレビ）
- 前から気になっていたアノ子と3年ぶりに再会したら…あの日よりも綺麗になって…大人レズで好きが溢れる1泊2日のお泊りデート 川越ゆい 新村あかり（8月8日、凸凹はぁと）
- カメラの前でおしっこする女 5（11月26日、グローリークエスト）
- 挿れたいイキたいディルド天国!!!（12月24日、SEX Agent/妄想族）

### アダルトVR
- AV女優が在籍すると噂の『おっぱいパブ』と『ピンサロ』（7月7日、Mr.michiru）
- デジヘル 可愛すぎる2人妹に濃厚フェラチオされる!（7月7日、Mr.michiru）
- 可愛すぎる2人妹と3PイチャラブSEX!（7月7日、Mr.michiru）

- 直下型ガンキVR（1月12日、SODクリエイト）
- 高画質・高音質 魅せつけVR（3月1日、宇宙企画）
- VR顔騎（6月15日、卍-VR /ガン見隊）
- VR ツイ☆ター（7月15日、ガン見隊）
- 危険な密会! 可愛すぎる若妻とイケナイW不倫（8月10日、CASANOVA）
- ナンパした女を連れ込み言葉巧みにVRで撮影。個人的に楽しむなんて嘘に決まってるwww VRハメ撮り師な俺が撮った映像放出 vol.10（8月10日、CASANOVA）
- 長尺VR 僕の担当ナースたちは超欲求不満!「調子はどう…?」と個室に診にきては溜まったち●ぽを優しく治療してくれる。エロすぎるベテラン看護師とムッツリ新人看護師、それぞれのピンSEX＆2人同時での看病SEXありで中出し三昧の入院性活!（8月21日、KMPVR-bibi-）
- VR見上げてごらん（11月1日、ガン見隊）

- 射精コントロール! オナ指示痴女（1月11日、CASANOVA）
- KMP VR1000作記念感謝企画!!【長尺VRドラマ】夢のオフパコ免許合宿 ワケあり欲求不満な美女とハーレム化!! 4人全員に中出し!! 全4コーナー!!（1月24日、KMPVR）
- VR見つめあいTIME ノーモザイク（5月9日、ガン見隊）
- HQ高画質対応 大接近爆乳祭り（5月17日、CASANOVA）
- 人妻中出し奴隷契約（7月19日、ワープエンタテインメント）
- 至近距離でゲボ汁噴射! 漂うマゾの匂い! 響き渡る悲鳴と尻打音! 脳が震える変態鬼畜ワールドを体感! 女子大生の貪欲なメス穴を心ゆくまで嬲って●す! ドS男子大歓迎! 裏サークル最狂ハードコア新歓乱交パーティ!（7月19日、えむっ娘ラボ）共演：葉月桃
- あかり女王様の調教部屋（8月5日、サロメ）
- 新開発! 超精細カメラ撮影 ゆっくり垂れ落ちる唾液と艶めかしく動く舌（8月9日、CASANOVA）
- 僕のねーちゃんはガラが悪く、童貞の僕に対して毎日のように「早く卒業しろよ」と厳しいお言葉を頂戴するのだが、ある日偶然僕のチ●コを見てしまったねーちゃんが、想像を超える大きさだったのか興味を持ち始めた!（8月25日、KMPVR-bibi-）
- 新開発! 超精細カメラ撮影 M男の射精管理（10月25日、CASANOVA）
- 女同士のガチ喧嘩 レズキャットファイトVR（11月29日、ビビアン）
- 360°VR ツンデレ女子の世界 ノーモザイク（11月29日、ガン見隊）
- VRアナル観察 ハイクオリティ ノーモザイク（11月29日、ガン見隊）

- VR反省会 ノーモザイク（1月30日、ガン見隊）
- VR掃除の時間 ノーモザイク ハイクオリティ（1月30日、ガン見隊）
- 360°VR 射精見聞録。ノーモザイク（5月29日、ガン見隊）
- 天井特化アングルVR! ～上京して格段に綺麗になった幼馴染のお姉さん～（10月31日、KMPVR）
- 淫語連発ド変態痴女姉妹 ～究極の連携プレイでチン棒を犯しまくる～（11月20日、CASANOVA）
- 【M男専用VR】「おい! テメェ! 早くシコれよ!」元ヤンキーの黒パンスト穿いたドS上司が上から目線で僕をバカにしながら見下し淫語オナサポ（12月4日、V&R PRODUCE）
- VR若奥様は裾まくり! ハイクオリティー（12月24日、仮想空間少女伝説）
- ニーハイソックス穿いたデカ尻義姉が童貞の僕を挑発しながらベロキス/耳舐め/脚コキ/濃厚フェラ! チ○ポ挿入すると相性抜群過ぎて膝を震わせながら大絶頂! チ○ポに飢えた義姉の気が済むまで一晩中何度も中出しSEX!（12月25日、V&R PRODUCE）

- 精子が大好きすぎる2人の超スペレズVR（1月4日、ROOKIE）共演：晶エリー
- 【全編ノーモザイク】AV女優・ブルマ・デカ尻・アナルコレクション（1月14日、V&R PRODUCE）
- セルフ射精管理VR ～痴女的なフェラチオ手コキパイズリに耐えて至高のエクスタシーを味わいたい人へ～（2月26日、CASANOVA）
- 食い込んだ競泳水着で顔騎されるVR（3月16日、KMPVR）
- 新村あかりのド痴女SPECIAL!! ペニバンアナル責め&た～っぷり淫語で10射精VR（3月22日、ワンズファクトリー）
- 「人生で一番私を興奮させた瞬間…」 蒸れたカラダと破裂しそうな欲求でする久しぶりの性交… 酔った後輩に欲情性交を持ちかける欲求不満上司（3月27日、KMPVR-bibi-）
- 全編天井特化アングル ～人気女優が貴方のオナニーを手伝ってあげる～（4月2日、KMPVR）
- 淫語でオナサポVR ～射精を管理されたいM男向け! オナ指示痴女によるJOIスペシャル 2～（4月16日、CASANOVA）
- どんなに男がイってもイってもやめない 顔舐め&唾たらし特化 生唾ごっくんヘルス（4月22日、KMPVR）
- 付き合った人の中で今のカノジョが最強にエロくて一緒にいるとすぐSEXしてしまう【朝性交編】まず顔がエロいしイチャつき方もヤラしいからすぐ勃って、勃起がバレると嬉しそうにチ○ポ弄ってきて略 特にツバ垂らされ杭打ちピストン騎乗位がヤバい【中出し】（4月29日、アリスJAPAN）
- 隣に住むギャルの下着を盗んだ僕に待ち受けていた運命は首絞め拷問SEXの刑（5月21日、KMPVR-bibi-）
- 地元の先輩は1000人斬りセックスの達人夜通し射精の快楽漬けでメチャクチャに犯された久々の帰省（5月28日、KMPVR）
- 天井特化アングル痴女の顔舐め天国（6月8日、KMPVR）
- 滲む愛液! 競泳水着で全力オナニーVR（6月30日、KMPVR）
- あなたの顔面、涎まみれにしていいですか? -顔面愛撫VR-（7月17日、KMPVR）
- 敬語淫語 × 唾液口移し & 顔舐めVR -言葉と唾液、Wの衝撃-（9月18日、KMPVR）
- SUPERレジェンド 新村あかりBEST 12作品コンプリート（9月26日、KMPVR）※単体ベスト
- 自治会の人妻たちがエロすぎる件 新村あかり 倉多まお（10月1日、KMPVR）
- 現役キャビンアテンダントの裏風俗 倉多まお 新村あかり 真木今日子（10月25日、KMPVR）
- 【KMPVR5周年メモリアル作品】男は1人だけ!? 肉食巨乳ヤリマンJD5人にメチャクチャ抜かれまくるヤリサー温泉旅行 高瀬りな 新村あかり 浜崎真緒 百永さりな 若宮はずき（10月29日、KMPVR-彩-）
- 性欲モンスター化したWパイパン巨乳お姉さんのめちゃくちゃ窮屈なま○こに意識ぶっ飛ぶくらい連続性交 新村あかり 若宮はずき（11月23日、KMPVR）
- マ●コにバイブを突っ込んだ状態でアヘ顔INしてくる神対応デリヘルがあるいう都市伝説的な噂を聞いて呼んでみたら、200％射精間違いナシ!!の凄ベロデリ嬢がやってきた! 新村あかり（11月30日、SCOOP VR）
- SEXのプロ AV女優 新村あかり 戦慄の性感テクに貴男は何分ガマンできるか?（12月14日、SPICY VR）
- 一緒にオナニーしよ? 二人でした方が気持ちいいよね!（12月18日、KMPVR）
- VR オナニー君に。 ハイクオリティー（12月24日、仮想空間少女伝説）
- 喉奥圧迫窒息イラマ 喉奥刺激絶頂顔射VR（12月26日、KMPVR）
- 乳首特化VR（12月31日、KMPVR）

- 【タッチ禁止! 本番NG】 お触りでガチ切れしてきた【Gcup巨乳エステ嬢に媚薬を使うと態度豹変!】大量潮吹きと何度も絶頂を繰り返しノリノリで肉棒オネダリしてくる淫乱美女と【中出し2発】キメセクFUCK 新村あかり（1月10日、こあらVR）
- 黒パンスト足顔騎VR（1月12日、KMPVR）
- グイグイ近付く! ズンズン迫る! 接写フェラチオVR 呼べばどこでもしゃぶってくれる癒しの温泉J○コンパニオン（2月11日、ナチュラルハイ）
- -乱れる夏- 隣の性欲過多な巨乳妻は汗だっくだく騎乗位で男を犯す 新村あかり（2月25日、KMPVR）
- 妻の留守中に僕の精子を搾取するママ友新村さんの中出し妊活 新村あかり（3月12日、KMPVR）
- 褌顔騎VR（4月29日、KMPVR）
- ローションたっぷり ヌルヌル乳首開発VR（5月8日、KMPVR）
- 【俺専用オシャブリーナVR】13人完全撮りおろし（6月10日、こあらVR）
- 唾液と手コキのハーモニー しこしこ手コキコンシェルジュ（6月14日、KMPVR）
- 手の平以外でシコられた事はありますか? パーツコキVR（8月31日、KMPVR）

### アダルト配信
- マジ軟派、初撮。713 アカリ 24歳 レストランバーのウェイトレス（10月10日、ナンパTV）
- 募集ちゃん 116 あかり 24歳 OL（10月19日、ARA）
- ラグジュTV 460 水樹舞花 30歳 公認会計士（10月29日、ラグジュTV）
- 【初撮り】ネットでAV応募→AV体験撮影 155 あかり 28歳 テーマパークスタッフ（11月17日、シロウトTV）

- 家まで送ってイイですか? case.59 ゆいさん 24歳 撮影モデル 京都発のド変態! Fカップ撮影モデル⇒女子の巨乳が好き過ぎて巨乳グッズ収集家⇒クリトリス吸引アイテム! 自慰マニアな私⇒レズ経験有&年上キラー(男)＝経験豊富なスーパーサ○ヤ人並の戦闘能力⇒絶頂の連続! 敏感なカラダとチンコに吸い付くディープスロート（5月26日、ドキュメンTV）
- 真っ昼間から飲んでる人妻は100%誘われ待ちwww 現役看護師りささん (28歳) 姉御肌的ノリ良し妻は体験人数100人超えの元ヤリマン妻! →「結婚してからは落ち着いたけど～」けど何すか!? 「がっつくのはダメ～私の言う通りにすればいいのぉ～」なんだこの人妻看護師エロッ! → ビッチなパイパンEカップボディを堪能! 旦那の事は忘れてガチイキしまくり!（12月1日、プレステージプレミアム）

- あかね（2月22日、しろうとまんまん）
- あかね：看護師（3月29日、しろうとまんまん）
- 勃起不可避な激エロアナルプレイ! 見た人全てがアナルの魅力に釘ずけに! 新しい扉を開きましたwありがとう!! 社内不倫中の会社の上司に完全調教済みのOL! 夜の公園で野外イラマチオ！グチュグチュにアソコを濡らしアヘアヘ状態! ほんわか優しそうな雰囲気から豹変する淫乱っぷりにおかわり必至! へんたいかっぷるディスカバリー : あかりさん (仮名)（4月2日、プレステージプレミアム）
- ラグジュTV 1085 望結 28歳 自動車販売会社の受付 一人の男では満足できない欲張りマ○コの持ち主がスケスケのどエロい服を来て登場! 激しい突き上げにマシュマロボディをピクピクと震わせ何度も絶頂!!（4月3日、ラグジュTV）
- 全国人妻えろ図鑑 人妻全国募集⇒出張ハメ撮り⇒ネット公開 あかりさん (28歳) 結婚4年目 極エロボディ×極エロ顔!! 美人人妻がくり出す濃厚フェラ♪ イキ狂いの底なし絶頂♪ 本能のままに乱れる姿に魅了される♪（5月23日、KANBi）
- アナルマ●コ2穴4発中出し祭り!! 「アナルSEXは不倫じゃないです!」 シリーズ初のアナル奥様激誕! アナル→マ●コ→アナルの無限絶頂ループからの～大量失禁! 両穴からザーメンドロドロ垂れまくりのカオスな自宅SEXを目撃せよ!の巻 新田ひかりさん 32歳（7月14日、プレステージプレミアム）
- 【①出演：新村あかりさん/25歳/B86/W58/H88】【②服装：私服/スク水】【③収録フェチ(収録順)：顔/歯/舌/唾液/歯茎/歯茎舐め/唇/耳/後頭部/うなじ/足/太もも/足の裏/足の臭い/足の指舐め/ワキ/ワキの臭い/ワキ舐め/唇/口紅塗り/口紅塗った唇/食事/食後の口臭/ゲップ/水着(ボディライン/胸/股間/尻)/寝顔/飴舐め/クリーム舐め/クリームおっぱい/尿意/おしっこ/黒タイツ/アナル】女性の全てがオナニーのネタである 015（8月22日、変態サムライ）
- 働くドMさん. Case.24 不動産分譲営業 / 新村さん / 25歳 Fカップ不動産レディを内見先の戸建てで強引めにセックスへ! 欲求不満とノルマの弱みにつけこんで、乳揉み、乳首をつねったら即イキ感度。ねっとりした大人のカラミで新居の床は恥ずかしいシミだらけ。（9月18日、プレステージプレミアム）

- 1on1ガチンコ全裸レズバトル 3rd 新村あかり VS 妃月るい（4月23日、ROCKET）
- 【淫乱サキュバス絶頂トランスSEX!】 ムッチムチF乳美女が生ハメ中出し & ごっくん! お口でマ●コで白濁精子を搾り取る! 初体験で中出し!? やっべえ学生時代から進化し続ける性欲モンスターが語り尽くしてヤりまくる!!!：ウラトーーク Talk.05 新村あかり 26歳 AV女優歴:4年（9月25日、HHH）
- 【淫語マシンガンズ】新橋で釣れた色気むんむんギャルの自宅に突撃!! ギャルとっておきの勝負下着で悩殺ファック!! むちむちGカップにフル勃起必至!! 次元の違うエロさ…… 淫語の絨毯爆撃ときっつい生マ◯コで精子を搾り取りまくる!! この女、なにもかも半端じゃない!! 【性豪ギャル自宅中出し】勝負下着、見せちゃいます!vol.04 ミユ 28歳 SEXが好き過ぎるムチムチGカップ派遣社員（11月11日、DIEGO）

- 【枕営業で磨いた神フェラ】G美巨乳キャバ嬢が【関西弁】でイキ喘ぐ! 凄まじい口淫テクにナンパ師がまさかの敗北宣言!? ひたすら膣奥でイキ狂う【プールナンパ】ハメ撮りSEX!! ハイリ（1月31日、まんまんランド）
- G乳美人女社長の一代えちえち4発射記録!! 持参の媚薬試飲会で即ド淫乱化!! 全身性感帯でブシャ潮連発の性欲暴走のオチ○チン欲し欲しモンスターになって吸い付きフェラで鬼勃起チ○ポ仕上げて連続中出し搾精のマ○コから溢れる潮&精子のコントラスト… 最 & 高!!AV男優の電話帳 No.61 ひとみ アダルトグッズ関係のヤリ手えちえち女社長!!（2月19日、プレステージプレミアム）
- 二穴同時挿入で快楽に浸る超淫乱痴女【しろうとハメ撮り＃あや香＃25歳＃Gカップ】（3月4日、MOON FORCE）
- 【神展開】G乳社長秘書を彼女としてレンタル! 口説き落として本来禁止のエロ行為までヤリまくった一部始終を完全REC!! 百戦錬磨の男優がタジタジになるほど能動的にエロいお姉さんにエンカウント!!! 完全に予測不能の神展開を見逃すな!!! 最高な肉感のムチムチBODYと、溢れ出る淫語にフル勃起&抜きまくり確定!!! 「やばいっオマ●コ締まっちゃうぅぅう!!! 何も考えずにオマ●コにいっぱいブチまけてぇええッ!!! 気持ちイイようにオマン●コ使ってぇええ!!!!」 あかりちゃん 28歳 むちむちGカップ社長秘書（4月18日、プレステージプレミアム）
- 【配信専用】透明椅子 × ディルド!! エロが過ぎる超過激オナニー配信!!（6月3日、ふぇちぽいんと）
- 【G乳むちむち人妻】イ●スタにエロい自撮りを載せる、Gカップ人妻をSNSナンパ!! 男優を圧倒する超絶エロスの本物人妻が激し過ぎる!! 杭打ち騎乗位でムチムチBODYを痙攣絶頂させながら精子を搾り取る!!! あふれる人妻の淫語に勃起が止まらない!!! 「そこ気持ちイイそこいっぱいコスって!!」「おマ◯コ締まっちゃうぅうう!!!」「奥まで来ちゃうぅうイっちゃうう!!!」【イ●スタやりたガール。】 レイカ 27歳 人妻イ●スタグラマー（6月13日、Janet）
- 【最強肉食ギャル×怒涛の5搾精】「あかりさん」のまるなげ依頼! さらば渋谷! ○9レジェンド店員がこの夏、本社に人事異動?! 遊び尽くした渋谷の街でチ○ポを食い散らかすド変態イマドキギャルの実態はNO SKYN . NO LIFE 生ダラ希望のナマなまスタイル!! よだれダラダラ潮びちゃびちゃ汗ダクダク汁満載SP【まるなげ屋 ～汗編～.2】（7月3日、プレステージプレミアム）
- 爆乳Gカップ! 超ナイスバディ!! 新村あかり vs イモ童貞!! 【今回のデートコース：公園 ⇒ ショッピングモール ⇒ バッティングセンター】超A級どエロお姉さんによる夢の筆おろし! 勢い余って濃厚2回戦目突入! 女優に丸投げ! リアルドキュメント・ガチンコSEX!（7月22日、GOOD-BYE-CHERRYBOY）
- 【オナホ責め + チ●コに放尿 + 超潮吹き】 RUMIちゃん★ハプニングバーで働く超弩級の変態ちゃんとエロ度フルスロットルな至高プレイ! チンポを貪りザーメンを飲み干す変態女子とアドレナリン全開絶倫男優が絶頂しまくり5射精SEX! 【YORU★like.7】（8月4日、SUKEKIYO）
- 常に乳首をイジイジレロレロしてくれるデリヘル嬢 あかりさん (27)（8月26日、Mr.michiru）
- 【最狂ギャルと白熱チ○ポハメハメ合戦】2021 夏!! バカンス島をオイルなエロで荒らし尽くすヤリマン神がやってきた!! デカチンもガン反りチ○ポも黙らずにはいられない言葉にできない～♪満点大昇天の巻!! ＜エロい娘限定ヤリマン数珠つなぎ!! ～あなたよりエロい女性を紹介してください～ 89発目＞ あかり 24歳 飲食店アルバイト（9月11日、プレステージプレミアム）
- 【媚薬びくびく美女】【大洪水マ○コダム崩壊】【最高の媚薬体験2NN】まさに淫乱天女のキメイキ昇天!! まさにお恵み潮が大噴出のマ○コダム決壊の連続イキイキはめ撮り!! 淫乱の権化たるエロ過ぎ肢体&マインドフル活用の大人のエロテク満載の連続搾精! 大潮噴出ハメ撮りの決定版が爆誕!! ラブホドキュメンタリー休憩2時間 媚薬SP あかり 25歳 THEドスケベ美ビッチ淫乱美女が媚薬ブーストで大洪水マ○コダム崩壊連続搾精2発射!!（12月4日、プレステージプレミアム）

- 【究極ハーレム3Pスペシャル】イ●スタにエロい自撮りを載せる、最強セックスクイーン二人組をSNSナンパ!! まぜるな危険!! 淫語マシンガンのドS女王と首絞め絶頂のドM女王コンビが酒池肉林の饗宴でイキまくる、放送コードぎりぎりの衝撃どえろムービー!! ディープレズキス、潮の飲み合い、精子シェア…この最狂コンビは絡むとエロさが百乗になるぞっ!! 一本のチ◯コを巡ってイキまくる、超ボリュームの満足度200%ハーレムSEXで抜いて抜いて抜きまくれっ!!! 【イ●スタやりたガール。神回SP】 ビター(28歳) & ミルク(26歳) チョコレートバー店員（2月12日、Janet）
- 【配信専用】ジュルジュルといやらしく音を立てるヨダレまみれの濃密全身リップ（2月17日、ふぇちぽいんと）
- 草食系男子を喰らう肉食保育士!! 〜もし新村あかりと合コンで出会ったら…!?〜（3月30日、黒船）
- 【ど爆乳G乳】 【ナチュラル激淫語】【エロが過ぎる性獣】【欲求不満盛り期】【チ●ポ狂い】【止まらない絶頂】フェロモンMAX金髪ママの絶頂がいやらし過ぎる説! 「チンポしてｯチンポしてｯ!」淫語と絶頂が止まらない性獣ママ! SNSでオフパゴ志願人妻とパコパコ撮影 よめちゃん。♯011

さくらさん (30) 淫乱シングルマザー（5月13日、はめちゃん。）
- 【全身媚薬お姉さん!!】 大人の色気でスポンサーの息子を狂わせてお仕事GET!? 業界6年目、これがベテラングラドルの処世術!! 骨抜きドスケベSEXだっ!!! 御木本ミナ（6月2日、まんまんランド）
- 【Volare新シリーズ爆誕!!】『薄透けパンティ越しのあったかぁ～い女の子の濡れ染みとマン丘、赤らめた恥骨をやわらかく包む下着愛。膣のふくらみ、ぷっくりした股間のお肉、蒸れたマンスジ、クリとビラビラが浮き出てきそうなドキドキ、むれむれで炊き立てのお米のような味わい深いワレメの神々しさ、天使のオブラートと温もりある恥肉にぎゅーぎゅー挟まれたい』【あかり 25歳 アパレル販売員】（6月16日、Volare）
- 【配信専用】朝フェラから始まる最高の1日 理想のMorning Routine!! 5（7月7日、ふぇちぽいんと）

### 女性向けアダルト作品
2020年
- 素直になれない恋人たち 4th season（12月10日、SILK LABO）

2021年
? AV男優の裏事情! 3 ヘアメイクさんがあまりにタイプで、撮影待機中にも関わらず発情し理性を忘れてヤっちゃった★ 長瀬広臣 新村あかり（4月15日、ムラっch）
- 快楽堕ちした男の潮吹き イってもイっても手加減なし! 追撃手コキで射精より凄い激イキ快楽地獄へ… 及川大智 新村あかり 永野つかさ（4月22日、カゲキっch）

2022年
- カラダで感じて 及川大智 新村あかり（5月27日、SILK LABO）
- 机の下で事件は起こる。 上原千明 新村あかり（6月10日、SILK LABO）
- キモチいいところいっぱい探られエッチ♪ 向理来 新村あかり（6月29日、SILK LABO）

### イメージDVD
※◎はBD版発売作品。
- パイパンヌード 新村あかり（2022年9月26日、スパークビジョン）◎

### デジタル写真集
- Succubus サキュバス 【グラビア写真集】 新村あかり（2021年6月18日、プレステージ出版、撮影：街田和由）
- Succubus サキュバス 【ヌード写真集】 新村あかり（2021年6月18日、プレステージ出版、撮影：街田和由）
- 神熱 PHOTO BOOK 新村あかり（2021年12月24日、プレステージ出版）
- 旅情の奥へ 【グラビア写真集】 新村あかり（2022年1月21日、プレステージ出版、撮影：C:TAKERU）
- 旅情の奥へ 【ヌード写真集】 新村あかり（2022年1月21日、プレステージ出版、撮影：C:TAKERU）

## 出演

### テレビ
- ケンコバのバコバコテレビ（2016年12月、サンテレビ）
- もう!バカリズムさんの超H! #43（2023年5月1日、フジテレビONE）

### 映画
- 死にたくなるよと夜泣くタニシ（2019年、オーピー映画、後藤大輔監督） - 「藤原恵美」役
  - 牝と淫獣 お尻でクラクラ（2019年）[21]
- 下着博覧会/『春っぽい感じで』（2021年、オーピー映画）[22]

### オリジナルビデオ
- 調教～佳代29歳。 ～奴隷への記録～（2018年）
- 山下万平2 アワビ村騒動記！（2019年）
- ダメージングヒロイン16 コスロイド（2020/04/10日、ZENピクチャーズ）‐アニス・ブライト/コスロイド役（主演）[23]
- ヒロインセクシーピンチ 宇宙の慈母アストロマァム（2020年8月14日、ZENピクチャーズ）‐ホシゾラ宇宙観測所所員役[24]

### ウェブドラマ
- 真・透明変態人間　美女を襲う透明香水の甘い罠（2022年9月2日、シネポップ、シネマファスト）[25]
- 任狭温泉旅館 仁義なき大欲情（2023年7月5日、シネポップ、シネマファスト）‐ ユミ 役[26]

### ウェブラジオ
- 新村あかりのはっきり言わせてもろて！！（2023年7月23日 ‐ 、ラジオクロニクル）

### イメージビデオ
- 人妻身体検査（2018年）

### 舞台
- GIGAスーパーヒロインライブVol.20（2024年8月3日、東京・from scratch）- ガーディエンヌ/テイルズシルフィード 役[27]